# Xisaishan
Xisaishan (en chino, 西塞山; pinyin, Xīsàishān) es un distrito urbano bajo la administración directa de la Prefectura Huangshi  en la Provincia de Hubei, República Popular China.  Su área es de 112 km² y su población total para 2010 superó los 230 mil habitantes. 

## Administración
Desde junio de 2020, el  Distrito Xisaishan  se divide en 6 pueblos que se administran en 5 subdistritos y 1 poblados.

## Toponimia
El topónimo Xisaishan significa "montaña Xisai «fortaleza occidental»". Llamada así por la montaña Xisai (西塞山) situada en su territorio. Durante el período de los Tres Reinos, esa montaña era una fortaleza occidental del reino de Wu, de ahí su nombre.